# Francesco Petrucci
Francesco Petrucci (* 17. Mai 1660 in Florenz; † 1719 ebendort) war ein italienischer Maler und Kopist.

## Leben
Über seine Herkunft ist nichts bekannt. Francesco Petrucci war ab 1683 Schüler von Baldassarre Franceschini.
Er machte sich in Florenz einen Namen, indem er sich auf Andachtsbilder und Kopien, vor allem religiöser Themen, spezialisierte. Petrucci fertigte auch zahlreiche Vorlagen für Kupferstiche an. Auf Grafiken von Lorenzini, Mogalli und Vercruysse für die Serie „Palazzo Gran-Ducale in Firenze“ scheint sein Name als Zeichner der Entwürfe auf.
Er starb 1719 in Florenz.